# Greenkeeper

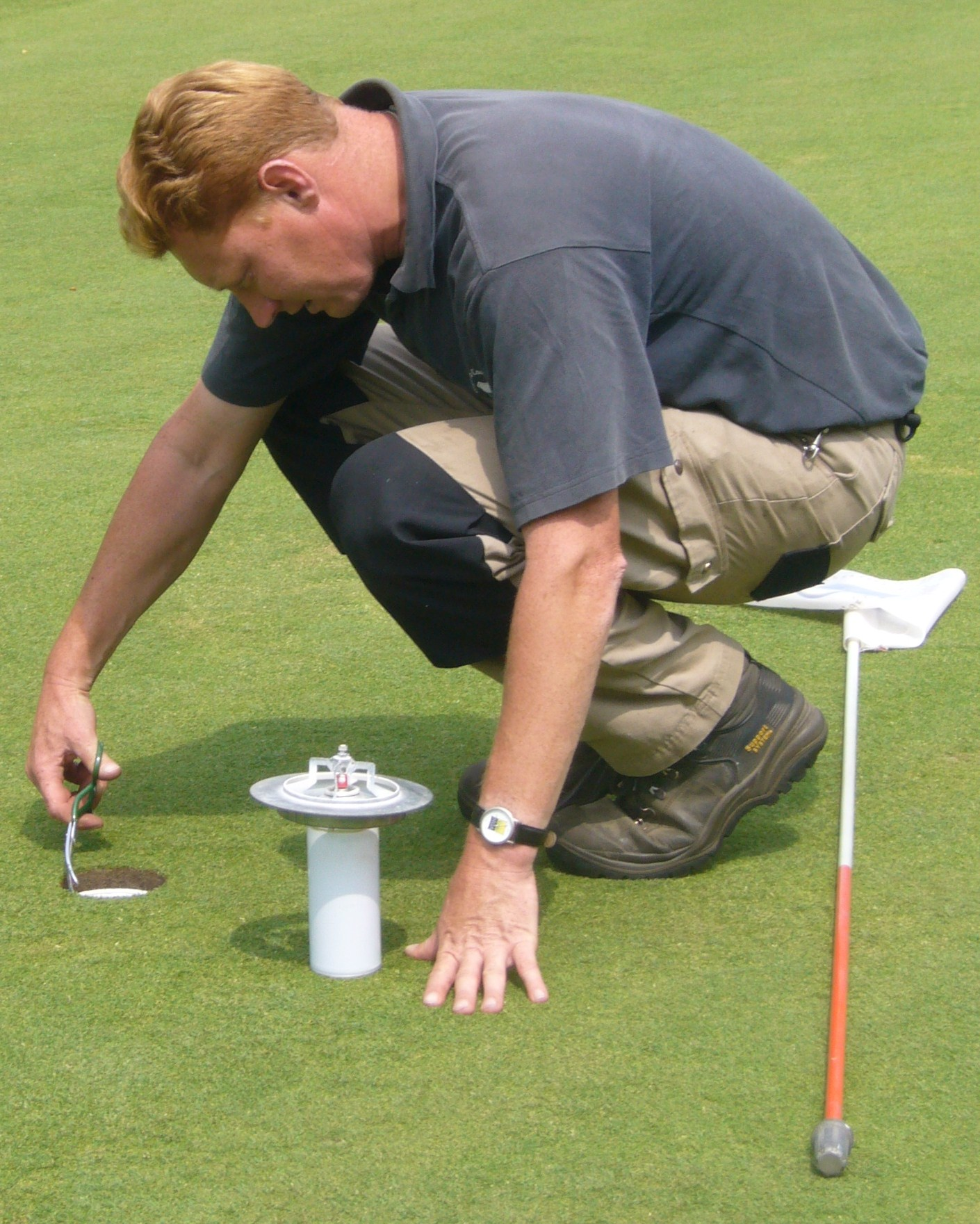
Ein Greenkeeper beschneidet ein Loch auf einem Golfplatz

Ein Greenkeeper ist eine Fachkraft für die Instandhaltung und Bewirtschaftung von Rasensportplätzen wie z. B. für Fußball, Golf, Hockey und Polo. Er unterscheidet sich von einem Platzwart im Allgemeinen dadurch, dass dieser in der Regel nicht hinreichend über erforderliche Spezialkenntnisse zur hochkomplexen Pflege von Rasenflächen, insbesondere im Profisport, verfügt. 
Der Vorgesetzte wird als Headgreenkeeper bezeichnet. Der Headgreenkeeper arbeitet eng mit dem Anlagenbetreiber zusammen.  
Vertreten wird die Berufsgruppe durch den Greenkeeperverband (in Deutschland: GvD), sowie dessen Regionalgruppen.
Er ist die berufsständische Vertretung für das rasenpflegende Personal auf Golf- und Sportanlagen. Seine Mitglieder sind in erster Linie selbständig oder angestellt für die Rasenpflege im weitesten Sinne verantwortlich.

## Typische Arbeiten und Aufgaben
- Mähen
- Vertikutieren
- Aerifizieren
- Topdressing
- Nachsäen
- Regeln des Spielbetriebes
- Löcher und Fahnen setzen
- Kalkstreifen ziehen
- Maschinenpflege

Im Winter liegen häufig Umbaumaßnahmen und winterspezifische Pflegemaßnahmen (z. B. Bunkerkanten schneiden, Umfeldpflege, Wegeneubau etc.) an.
Insbesondere das Setzen der Fahnen im Golf-Sport, erfordert ein hohes Maß an Erfahrung, da die Fahnenposition den Schwierigkeitsgrad des Platzes verändert und die Spielstrategie beeinflussen kann.

## Beruf und Ausbildung
In Deutschland ist Greenkeeper kein Ausbildungsberuf, der Titel kann jedoch im Anschluss an eine Ausbildung erlangt werden. Das Personal stammt aus typischen grünen Berufszweigen: Gärtner (Baumschulgärtner, Landschaftsgärtner, Zierpflanzengärtner, Staudengärtner und Gemüsegärtner), aus der Landwirtschaft, aus dem Forst, aber auch aus artfremden Bereichen wie zum Beispiel dem Kfz-Mechaniker oder Landmaschinenmechaniker. Diese Berufsgruppe wird häufig weitergeschult zum Greenkeeper, um die Maschinenpflege auf einem Golfplatz zu garantieren.
Das Personal erhält oftmals eine weitergehende Schulung im Greenkeeping durch den Greenkeeperverband oder eine von ihm beauftragte Schule (in Deutschland DEULA Rheinland (Kempen) oder die DEULA Bayern in Freising-Weihenstephan). Diese dauert drei Jahre. Der Abschluss wird durch eine Prüfung erreicht, die mit dem Meisterabschluss im Handwerk vergleichbar ist. In den USA kann man auch mit dreijähriger Studiendauer Greenkeeping studieren.
In Österreich werden Greenkeeper in einer dreijährigen Lehre (Berufsausbildung) ausgebildet. Die offizielle Berufsbezeichnung lautet Garten- und Grünflächengestaltung – Schwerpunkt Greenkeeping. Im Unterschied zur Ausbildung zum Garten- und Grünflächengestalter – Schwerpunkt Landschaftsgärtnerei konzentriert sich die Beschäftigung des Greenkeeper-Lehrlings auf Gartenbaubetriebe oder Golfplätze.